# (36291) 2000 GG98
2000 GG98 (asteroide 36291) é um asteroide da cintura principal. Possui uma excentricidade de 0.12029630 e uma inclinação de 7.44479º.
Este asteroide foi descoberto no dia 7 de abril de 2000 por LINEAR em Socorro.